# Китайский институт атомной энергии
Китайский институт атомной энергии (China Institute of Atomic Energy сокращенно CIAE)- бывший Институт атомной энергии Китайской академии наук, является основным исследовательским институтом Китайской национальной ядерной корпорации (CNNC). Основанный в 1950 году.
Более 10 важных китайских институтов и заводов в ядерной сфере были образованы на базе CIAE. В настоящее время в нем работает 3000 сотрудников, в том числе 5 академиков Китайской академии наук и Китайской инженерной академии, Ван Фангдин, Ван Найянь, Чжан Хуанцяо, Жуань Кэцян, Сюй ми, более 140 преподавателей-докторов наук и 180 магистров. Около 1000 старших научных сотрудников и инженеров. Известные ученые, в том числе У Юсюнь, Циам Саньцян, Ван Ганьчан, Дай Чуаньцзэн, Сунь Цзусюнь, Фань Минву и Чжао Чжисян, были последовательно назначены президентом CIAE. Нынешний президент CIAE — старший научный сотрудник Ван Ганг (Wan Gang), Директор отдела науки и технологий Чжао Чжисян (Zhao Zhixiang).

## Структура
CIAE состоит из шести отделов:
- отдела ядерной физики,
- отдела реакторной техники,
- отдела радиохимии,
- отдела изотопов,
- отдела применения ядерных технологий
- отдела радиационной безопасности;

Два технических подразделения:
1) отдел научно-технической информации
2) отдел радиационной метрологии

Шесть центров или ключевых лабораторий национального или министерского уровня:
1) Китайский центр ядерных данных
2) Исследовательский центр национальных технологий изотопной инженерии
3) Национальный научно-исследовательский центр по разработке быстрых реакторов
4) Национальная лаборатория ядерной физики Пекинского тандемного ускорителя
5) Ключевая лаборатория технологий ядерной защиты
6) Первичная Станция радиационной метрологии науки, техники и промышленности национальной обороны
Пять отделов инженерных проектов: 
1) Отдел проекта Китайского экспериментального реактора на быстрых нейтронах (CEFR)
2) Подразделение проекта Китайского усовершенствованного исследовательского реактора (CARR)
3) Подразделение проекта Пекинских радиоактивных ионно-лучевых установок (BRIF)
4) Подразделение Китайской лаборатории переработки и радиохимии (CRARL)
5) Проект и Подразделение проекта обращения с радиоактивными отходами;

Промышленные предприятия, такие как Atom High-Tech. Co. Ltd.,
Сервисный центр атомной энергетики и так далее.

В CIAE также открыты 10 исследовательских центров и ключевых лабораторий, созданных Китайской национальной ядерней корпорацией (CNNC), Музеем ядерной науки и технологий CNNC, Высшей школой ядерной промышленности и Пекинским ядерным обществом.

## История института
- 1950 год

19 мая был основан Институт современной физики (предшественник CIAE) Китайской академии наук (КАН), директором которого стал У Юсюнь, а заместителем директора — Цянь Саньцян. Помещение находилось по адресу A42 East Huangchenggen, Пекин.
- 1953 год

6 октября на заседании постоянной комиссии КАН Институт современной физики был переименован в Физический институт КАН.
- 1954 год.

В конце этого года Физическим институтом была создана первая высокогорная лаборатория космических лучей в Китае на высоте 3222 метра над уровнем моря на Снежной горе Луо в провинции Юньнань.
- 1955 год

15 августа ЦК КПК принял решение построить новую научную базу недалеко от Туоли в юго-западном пригороде Пекина (под названием «Завод 601», переименованный в 1959 г. в институт 401, нынешнее место расположения CIAE).
- 1958 год

1 июля Физический институт был переименован в Институт атомной энергии (ИАЭ) КАН.
22 августа премьер-министр Чжоу Эньлай, вице-премьер Хэ Лонг и Чен И сопровождали принца Нородом Сианука, чтобы посетить Институт атомной энергии.
27 сентября Государственный совет провел торжественное мероприятие по случаю завершения строительства и пуска в эксплуатацию первого в Китае экспериментального тяжеловодного реактора и циклотрона. Церемонию вел Чжан Цзиньфу, вице-президент Китайской академии наук, на церемонии присутствовали более 1000 китайских и иностранных гостей. Го Моруо, президент Китайской академии наук и вице-премьер Не Ронгчжэнь выступили с речью, а вице-премьер Чэнь И перерезал ленточку.
9 октября заместитель председателя Чжу Дэ проинспектировал и руководил работой института.
21 декабря генеральный секретарь ЦК КПК Дэн Сяопин и секретарь секретариата ЦК КПК, мэр Пекина Пэн Чжэнь проинспектировали и руководили работой института.

## Сферы деятельности
Институт проводит исследования и разработки в области ядерной физики, эксплуатации ядерных реакторов, ядерных технологий, извлечения плутония и разделения изотопов, радиохимии а также участвует в исследованиях и разработках в области применения ядерных технологий.

## Оборудование
Институт располагает десятью ускорителями частиц, двумя электромагнитными сепараторами изотопов и другим специализированным оборудованием. Он проводит передовые исследования водородной бомбы и производства гексафторида урана (UF6). В этих областях Институт продолжил работу Института физики Китайской академии наук.
Центр института был основан в 1984 году в Туоли, примерно в 35 км к югу от Пекина.
До создания нового объекта в Ланьчжоу Институту принадлежала газодиффузионная лаборатория, в которой Китай разработал технологию обогащения урана.
Институт также отвечает за восемь институтов и более 50 исследовательских офисов. С 1995 года институт изучает и строит в сотрудничестве с россиянами китайский экспериментальный реактор на быстрых нейтронах, быстрый реактор с натриевым теплоносителем тепловой мощностью 60 мегаватт, соединенный с генератором переменного тока, способным вырабатывать 25 мегаватт электроэнергии.